# Amt Maximin

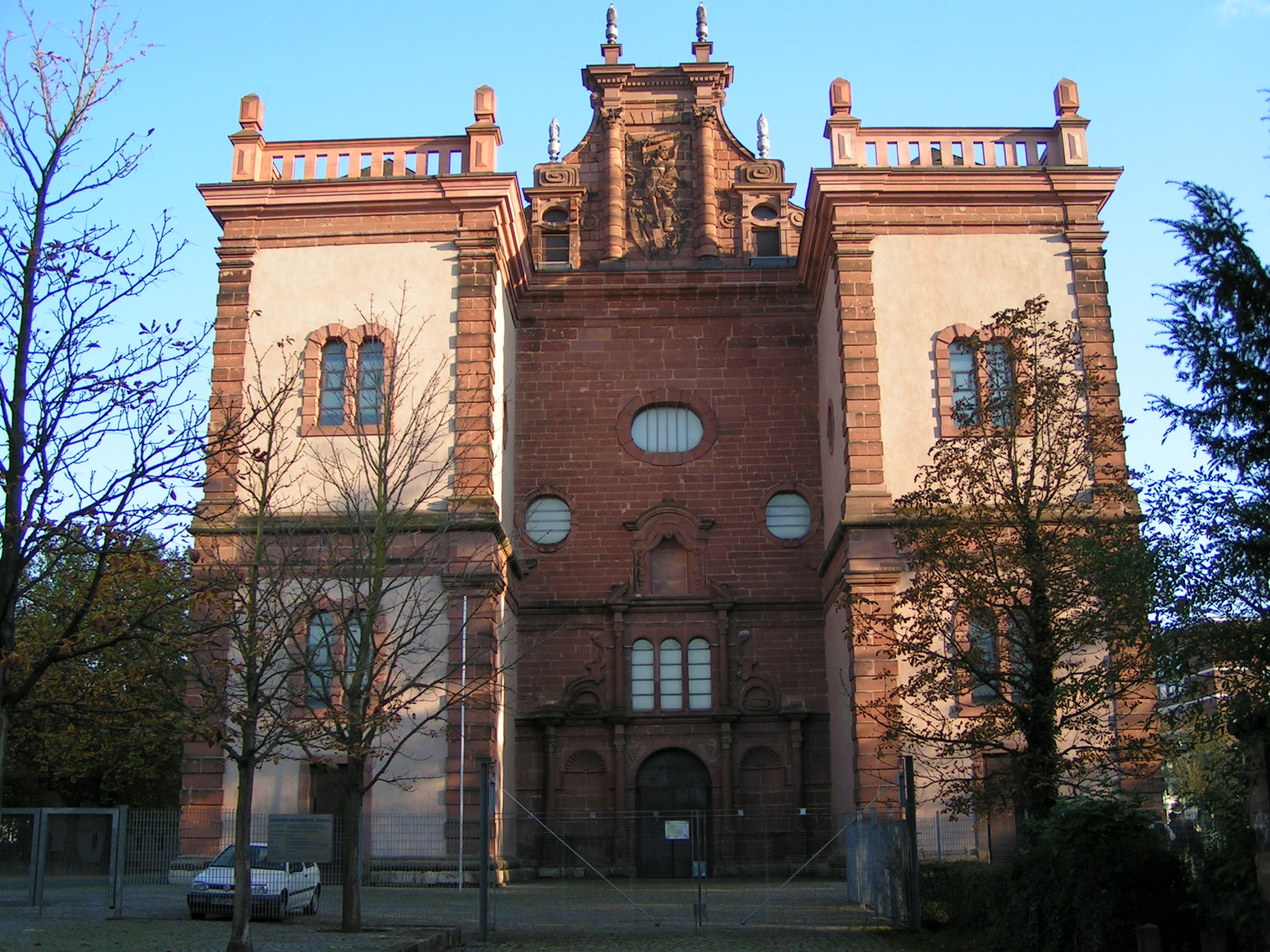
Abtei St. Maximin

Das Amt Maximin (in der Literatur auch Amt St. Maximin) war ein Verwaltungs- und Gerichtsbezirk im Kurfürstentum Trier, das von der zweiten Hälfte des 17. Jahrhunderts bis zum Ende des 18. Jahrhunderts unter kurtrierischer Landeshoheit bestand. Der Abtei St. Maximin stand die Hoch-, Mittel- und Grundgerichtsbarkeit zu. Das Territorium war identisch mit der vorherigen Grafschaft Fell, welche die Abtei schon im Mittelalter besaß.
Unmittelbar benachbarte Ämter waren die kurtrierischen Ämter Pfalzel, Grimburg und Bernkastel sowie das rheingräfliche Dhronecker Amt.

## Gliederung
Das Amt Maximin gliederte sich in der zweiten Hälfte des 18. Jahrhunderts in vier Hochgerichtsbezirke und umfasste 20 Dörfer:
Hochgericht Detzem
- Breit (Breid)
- Büdlich
- Detzem
- Naurath
- Pölich (Poelich)
- Schönberg

Hochgericht Fell
- Fastrau
- Fell (Oberfell, Niederfell, Fellerhof)
- Herl (Herll)
- Issel
- Kenn
- Kirsch
- Longuich
- Lörsch
- Lorscheid
- Riol

Hochgericht Ruwer
- Ruwer (links der Ruwer)
- Abtei St. Maximin mit der „Hochstraß“ (St. Maximinische Straße von der Abtei anfangend bis an die St. Paulinische Stiftskirche)
- Mertesdorf mit Grünhaus
- Tarforst

Hochgericht Oberemmel
- Oberemmel

## Geschichte
Das kurtrierische Amt St. Maximin war entstanden aus dem Gebiet, das ursprünglich die „Grafschaft Fell“ bildete und im Besitz der Abtei St. Maximin war. Die Abtei hatte schon früh Ansprüche auf Reichsunmittelbarkeit auf dieses Territorium erhoben, was von den Trierer Kurfürsten strittig gemacht wurde. Wiederholt hatte sich auch der Kaiser dagegen ausgesprochen. In zwei Urteilen vom 29. November 1661 und 1. Mai 1669 wurde entschieden, dass das Gebiet unter kurtrierische Landeshoheit falle. Infolge dieses Urteils kam zwischen der Abtei und dem Kurfürsten ein Vergleich zustande, wonach dem Kurfürsten die Landeshoheit, die Landeshuldigung, die Steuern und die Appellation zustand, dagegen der Abt die Hoch-, Mittel- und Grundgerichtsbarkeit im Amt St. Maximin, die vogteilische Huldigung und das Begnadigungsrecht erhielt.
Von der „Grafschaft Fell“ führte der Abt den Titel eines „Grafen von Fell“. Die Grafschaft hatte einen Oberhof zu St. Maximin, genannt das „Gericht zur roten Tür“, durch welches der Abt die Hochgerichtsbarkeit ausübte.